# JK Kalev Tallinn
JK Kalev Tallinn is een Estische voetbalclub uit Tallinn. De club maakt deel uit van omnisportvereniging Kalev Tallinn.

## Geschiedenis
De club werd in 1911 opgericht en werd tweemaal landskampioen. Tussen 1947 en 1963 speelde de club in de competities van de Sovjet-Unie en was in 1960 en 1961 enige Estische club op het hoogste niveau. Eind 1963 werd de club opgeheven.
In de 2002 werd de club heropgericht en promoveerde tweemaal op rij. In 2006 werd de club derde in de Esiliiga en promoveerde via play-off wedstrijden naar de Meistriliiga. In 2009 degradeerde de club. In 2011 werd JK Kalev kampioen in de Esiliiga en promoveerde weer om in 2014 weer te zakken. In 2017 promoveerde Kalev opnieuw naar het hoogste voetbalniveau van Estland. Waar het in 2020 actief was met een van de jongste ploegen, met een gemiddelde leeftijd van 20 jaar. Na één seizoen degradeerde de ploeg weer naar de Esiliiga. In de Eisiliiga werd de ploeg direct kampioen en promoveerde wederom naar de Meistriliiga. In het daaropvolgende seizoen (2022) bereikte de ploeg een 8e plaats, waardoor het in 2023 nog altijd op het hoogste niveau van Estland actief is.
Reserveteam JK Kalev Tallinn II speelde in de Esiliiga en degradeerde in 2019 naar de Esiliiga B. 

## Erelijst
- Landskampioen (2)

1923, 1930
- Esiliiga

2011
- II liiga

2004
- III liiga

2003

## Eindklasseringen vanaf 2003
| 1 |

| 1 |

| 4 |

| 3 |

| 6 |

| 9 |

| 10 |

| 5 |

| 1 |

| 9 |

| 8 |

| 10 |

| 6 |

| 7 |

| 2 |

| 8 |

| 8 |

| 10 |

| 2 |

| 8 |

| 3 |

| 9 |

| Meistriliiga | Esiliiga | Esiliiga B | II liiga |

De Esiliiga B startte in 2013. Daarvoor was de Liiga II het derde voetbalniveau in Estland.

## In Europa
Uitslagen vanuit gezichtspunt JK Kalev Tallinn
| Seizoen | Competitie        | Ronde | Land             | Club      | Totaalscore | 1e W    | 2e W    | PUC |
| ------- | ----------------- | ----- | ---------------- | --------- | ----------- | ------- | ------- | --- |
| 2024/25 | Conference League | 1Q    | Vlag van Armenië | FC Urartu | 1-4         | 1-2 (T) | 0-2 (U) | 0.0 |

Totaal aantal punten voor UEFA coëfficiënten: 0.0
Zie ook
- Deelnemers UEFA-toernooien Estland
- Ranglijst van alle clubs die in de diverse Europa Cups zijn uitgekomen

## Bekende (oud-)spelers
- Ernst-Aleksandr Joll
- Harald Kaarman
- Elmar Kaljot

- August Lass
- Liivo Leetma
- Raivo Nõmmik

- Arnold Pihlak
- Kaimar Saag
- Hugo Väli